# Gare de Harmignies
La gare de Harmignies est une ancienne gare ferroviaire de la ligne 109, de Cuesmes à Chimay située à Harmignies, ancienne commune rattachée à la ville belge de Mons, dans la Province de Hainaut en Région wallonne.
Mise en service en 1868, elle ferme aux voyageurs en 1962 et aux marchandises en 2005.

## Situation ferroviaire
Établie à 52 mètres d'altitude, la gare de Harmignies était située au point kilométrique (PK) 9,2 de la ligne 109, de Cuesmes à Chimay entre les gares de Hyon-Ciply et de Vellereille-le-Sec.

## Historique
La station de Harmignies est mise en service le 10 janvier 1868 par la Compagnie des chemins de fer des bassins houillers du Hainaut lorsqu'elle inaugure l'embranchement de Mons et la section de Hyon à Bonne-Espérance du chemin de fer de Frameries à Chimay. Le rachat par l’État de la Société générale d'exploitation de chemins de fer, concrétisé en 1871, inclut la concession de Frameries à Chimay et ses embranchements. L'Administration des chemins de fer de l'État belge, future SNCB, reprend l'exploitation et prolonge la ligne vers Chimay, en passant par Thuin. La ligne est parcourable de bout en bout en 1882.
L'agrandissement du bâtiment des recettes est adjugé le 5 février 1892 pour un montant de près de 10 200 francs.
La section de Cuesmes à Lobbes perd ses trains de passagers le 30 septembre 1962. Elle est dès lors exploitée depuis ses extrémités tandis que la section entre Vellereille-le-Sec et Bienne-lez-Happart est démantelée. Avec la fin des dessertes de Vellereille en 1982, l'ultime portion de la ligne 109 utilisée par les trains de la SNCB a son terminus en gare d'Harmignies, et sert majoritairement pour la desserte des deux cimenteries établies sur la commune. Ce trafic prend fin en 2005 et la voie est progressivement déposée. Un projet de RAVeL est en cours d'exécution à partir de 2021.

## Patrimoine ferroviaire
Le bâtiment de la gare est toujours présent sur le site. Il est du même type que celui des gares de Hyon-Ciply et Estinnes, également réaffectés après la fin des dessertes ferroviaires.